# Thomas W. Lawson
Thomas W. Lawson – amerykański żaglowiec, siedmiomasztowy szkuner gaflowy o stalowym kadłubie.

## Historia
Żaglowiec został zbudowany w 1901 roku w bostońskiej stoczni Fore River Shipyard. Nazwany na cześć bostońskiego maklera, milionera i żeglarza, zwanego również „baronem miedzi”, Thomasa Williama Lawsona. Zaprojektowany został przez znanego amerykańskiego konstruktora Bowdoina Bradleea Crowninshielda, specjalizującego się w projektowaniu jachtów.
Żaglowiec skonstruowano z myślą o transporcie węgla wzdłuż wschodniego wybrzeża Ameryki. Był jedną z ostatnich prób (nieudanych) utrzymania żaglowców jako głównego środka transportu morskiego. Cała budowa kosztowała około 258 000 USD, składały się na nią między innymi: żagle wykonane przez firmę E.L. Rowe & Son of Gloucecester, które ważyły 18 ton (samo płótno), dwie kotwice ważące po 5 ton każda, był również wyposażony w dwie wyciągarki parowe (do podnoszenia żagli) i kilka mniejszych pomocniczych silników elektrycznych (z których żaden nie służył jako napęd pomocniczy). Z powodu swojej wielkości żaglowiec porównywany był do wieloryba wyrzuconego na brzeg i był nazywany „wanną”. Był trudny w manewrowaniu i powolny, do jego licznych wad należało także duże zanurzenie, przez co nie mógł wpływać do wielu portów. Jego żagle były zbyt małe, aby skutecznie napędzać tak dużą jednostkę. Wady te powodowały, że statek nie przynosił wymaganego zysku, co przyczyniło się do podjęcia decyzji o modernizacji jednostki.
W 1906 roku stocznia Newport News Shipbuilding & Drydock Co. przystosowała żaglowiec do roli zbiornikowca dla Sun Oil Co., jednocześnie zmniejszając jej ładowność z 11 000 ton do 7 400 ton (czyli około 60 000 baryłek ropy), co spowodowało zmniejszenie zanurzenia z 11 do 8,5 m. Załoga żaglowca składała się z 16 osób, a po modernizacji 18 (kapitan, inżynier, 2 sterników, 2 stewardów oraz 10 do 12 marynarzy).
19 listopada 1907 roku „Thomas W. Lawson” ruszył w swój ostatni rejs z Filadelfii do Londynu jako zbiornikowiec Anglo-American Oil Co. z ładunkiem 58 300 baryłek ropy naftowej. 13 grudnia w trakcie sztormu na Morzu Celtyckim starał się stanąć na kotwicy, jednak w nocy łańcuch kotwiczny pękł, zostawiając statek na łasce morza. Około godziny 1:15, po złamaniu wszystkich masztów, żaglowiec zatonął niedaleko wysp Scilly (południowa Anglia). W trakcie tego rejsu na statku przebywało 18 osób załogi oraz pilot. Z katastrofy ocalał jedynie kapitan George Dow i mechanik Edward Rowe, którzy jako pierwsi opuścili statek.